# Бертран, Габриэль Эмиль
Габриэль Эмиль Бертран (17 мая 1867, Париж — 20 июня 1962, там же) — французский фармаколог, биохимик и бактериолог. Ввёл в биохимию термин «оксидазы» и концепцию микроэлементов.
Лакказы, полифенолоксидазы и ферменты урушиола, полученные из лакового дерева, были впервые изучены Бертраном в 1894 году. В 1904 году получил степень доктора философии за исследование о получении красителей бразилина и гематоксилина. Затем он перешёл в Институт Пастера в Париже, где изучал органические основания и аминокислоты. С 22 апреля 1915 года был советником военного министра по вопросам химического оружия, занимался изучением отравляющих газов, позже изучал яды змей. член-корреспондент АН СССР c 06.12.1924, сельскохозяйственной академии в 1926 году и Медицинской академии в 1931 году. В 1934 году стал командором Ордена Почётного легиона, несколько раз был номинирован на Нобелевскую премию по химии. С 1920 года Президент химического общества Франции